# Лисянський професійний аграрний ліцей
Лисянський професійний аграрний ліцей — державний навчальний заклад, професійно-технічний навчальний заклад у смт Лисянка Лисянського району.

## Історія
Ліцей був заснований 1963 року як Лисянське сільське професійно-технічне училище № 16 відповідно до рішення Черкаської обласної ради від 29 липня № 388. 1984 року навчальний заклад було реорганізовано у Лисянське професійно-технічне училище № 32 згідно з наказом Головного управління освіти і науки Черкаської облдержадміністрації від 2 жовтня № 202. 2003 року училище стало ліцеєм згідно з наказом МОН України від 12 червня № 374. 2010 року ліцей отримав статус «Державний навчальний заклад» згідно з наказом МОН України від 21 червня № 610.

## Структура
Ліцей має навчальний корпус на 360 місць, їдальню на 150 місць, гуртожиток на 120 місць, інформаційно-ресурсний центр, спортзал, 18 навчальних кабінетів, лабораторії для вивчення автомобільних та тракторних двигунів, тракторів та автомобілів, слюсарну та будівельну майстерні, навчальний полігон, навчальне господарство із площею угідь 232 га, сільськогосподарську техніку (з яких 27 тракторів, 4 комбайни), 11 автомобілів, автодром, трактородром.

## Спеціальності
Ліцей готує робітників за такими спеціальностями:
- на базі повної середньої освіти
  - тракторист-машиніст сільськогосподарського (лісогосподарського) виробництва
  - слюсар з ремонту сільськогосподарських машин та устаткування
  - водій автотранспортних засобів
  - муляр
  - штукатур
  - лицювальник-плиточник
  - оператор комп'ютерного набору
  - секретар керівника
- на базі загальної середньої освіти
  - тракторист-машиніст сільськогосподарського (лісогосподарського) виробництва
  - слюсар з ремонту сільськогосподарських машин та устаткування
  - водій автотранспортних засобів

## Педагогічний колектив
У ліцеї працюють 44 педагоги, з яких 19 майстрів виробничого навчання, 15 викладачів.

## Випускники
- Мартиненко Євгеній Васильович (25.01.2000—24.03.2022) — солдат Збройних сил України, учасник російсько-української війни.